# Messanges, Landes
Messanges är en kommun i departementet Landes i regionen Nouvelle-Aquitaine i sydvästra Frankrike. Kommunen ligger i kantonen Soustons som tillhör arrondissementet Dax. År 2022 hade Messanges 1 038 invånare.

## Befolkningsutveckling
Antalet invånare i kommunen Messanges
Referens:INSEE